# Bromleyus flavidorsus
Bromleyus flavidorsus là một loài ruồi trong họ Asilidae. Bromleyus flavidorsus được Hardy miêu tả năm 1944. Loài này phân bố ở vùng Tân Bắc giới.